# Tilos
Tilos (gr. Τήλος) – grecka wyspa na Morzu Egejskim, należąca do archipelagu Dodekanez. Jest położona pomiędzy wyspami Kiea i Rodos. Wyspę zamieszkuje 533 mieszkańców (spis ludności z roku 2001).
Leży w administracji zdecentralizowanej Wyspy Egejskie, w regionie Wyspy Egejskie Południowe, w jednostce regionalnej Rodos, w gminie Tilos.

## Historia

### Neolit i epoka brązu
Narzędzia z kamienia oraz ślady rzemiosła garncarstwa pochodzące między 8000 p.n.e. a 7000 p.n.e dowodzą, że już w tym czasie istniało na wyspie osadnictwo. W czasie epoki brązu dominującymi nacjami na wyspie byli: Minojczycy, Mykeńczycy oraz Dorowie.

### Czasy bizantyjskie, wypraw krzyżowych i okupacji tureckiej
Po śmierci Teodozjusza I Wielkiego Tilos wraz Rodos weszły w skład Cesarstwa Bizantyjskiego. Pomiędzy IX a XIV wiekiem wyspa należała do morskiej Temy w Samos. W czasie wypraw krzyżowych wyspa była pod kontrolą zakonu Joannitów, którzy odbudowali zamek i zbudowali kolejne kilka w celu ochrony wyspy przed najazdami piratów. W 1470 roku wraz z rozpoczęciem oblężenia Rodos, garnizon wyspy został ewakuowany. Tilios został podbity przez Turków w 1522 po tym jak upadła twierdza Rodos. Okupacja wyspy przez wojska Sulejmana I Wspaniałego rozpoczęła się w 1523. Turcy jednakże mieli problem z atakami chrześcijańskich piratów którzy w ramach rewanżu za zdobycie wyspy atakowali i łupili cele na wyspie.

### XX wiek
Wyspa była we władaniu Turcji aż do roku 1912, kiedy wyspę przejęli Włosi. W 1943 roku na wyspie wylądowały siły niemieckie, które zajęły wyspę. W 1948 roku wraz z całym archipelagiem Dodekanez wyspa została zwrócona Grecji. Po tym okresie populacja wyspy znacząco się zmniejszyła. Głównym powodem była emigracja do Ameryki oraz Australii.

## Geografia

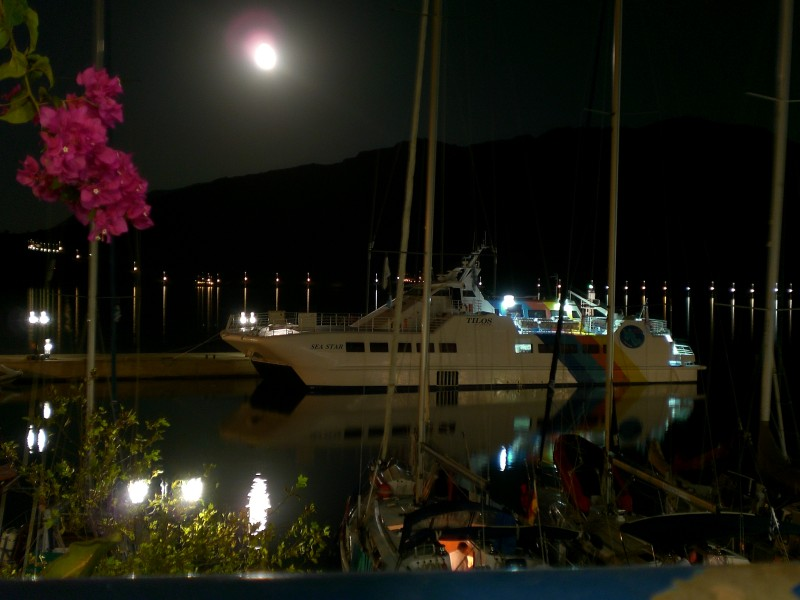
Przystań dla łodzi na Tilos.

Tilos kształtem przypomina literę „S”. Długość wyspy wynosi 14,5 km a szerokość około 8 km. Łączna powierzchnia wyspy wynosi 64 km². Krajobraz wyspy jest głównie górzysty. Na wybrzeżu wyspy dominuje głównie krajobraz skalisty połączony z nielicznymi plażami piaszczystymi.

## Krajobraz
Najwyższym szczytem Tilos jest góra Profítis Ilías wznosząca się na 654 m n.p.m. Stolicą wyspy jest Megalo Chorio. Zbudowane w XIX wieku miasto leży w północno-wschodniej części wyspy. Miasto powstało na miejscu starego antycznego miasta. Do dziś można znajdują się ruiny starożytnego Akropolu poświęconemu bogu Apollowi oraz bogini Atenie. Na południowym krańcu wyspy znajduje się miasto Livadhia gdzie znajduje się główny port oraz gospodarcze centrum wyspy. Stara stolica wyspy Mikro Chora opustoszała w 1960 roku, po tym jak większość mieszkańców przeniosło się do portowego miasta. Podobny los spotkał osady Lethrá, Gherá i Panó Méri.

### Zamki
Za czasów Joannitów na wyspie powstało kilka zamków, które obecnie są jedną z głównych atrakcji turystyczny. Oto lokalizacja ich:
- Megálo Chorió
- Mesariá
- Mikró Chorió
- Agrosikiá
- Stavroú Lámbrou